# 西三次駅
西三次駅（にしみよしえき）は、広島県三次市十日市西四丁目にある、西日本旅客鉄道（JR西日本）芸備線の駅である。
開業当初はこの駅が三次を名乗っていた。今は郊外にある小さな駅となっている。

## 歴史
広島県北部の中心地である旧三次町の玄関口として、三次町から馬洗川を挟んだ原村（1917年に十日市町に改称・町制施行）内に開業した。しかし1930年（昭和5年）、同じ十日市町内でより利便性の高い場所に現在の三次駅である十日市駅（1933年に備後十日市駅に改称）が開業すると、三次町・十日市町の玄関口としての機能は備後十日市駅に移っていった。1954年（昭和29年）に三次町・十日市町を中心とした町村が合併し三次市が成立すると、三次市の中心駅である備後十日市駅が三次駅に改称されることとなり、それに先立って当駅は西三次駅に改称された。
旅客駅としての中心駅が現・三次駅に移った後も、西三次駅は県北の貨物輸送のターミナル駅として機能し、芸備線内では最後まで貨物営業を行っていた。

### 年表
- 1915年（大正4年）6月1日：芸備鉄道が志和地駅から延伸した際の終着駅である三次駅（初代）として双三郡原村に開業[2]。
- 1922年（大正11年）6月7日：芸備鉄道が当駅から塩町駅（現・神杉駅）まで延伸、途中駅となる。
- 1937年（昭和12年）7月1日：芸備鉄道買収により国有化[2]。国有鉄道芸備線の駅となる。
- 1954年（昭和29年）11月10日：西三次駅に改称[2]。
- 1983年（昭和58年）3月8日：無人駅化[3]（簡易委託駅化）。
- 1986年（昭和61年）11月1日：貨物取扱を廃止[2]。
- 1987年（昭和62年）4月1日：国鉄分割民営化に伴い、西日本旅客鉄道（JR西日本）の駅となる[2]。
- 2018年（平成30年）7月6日：豪雨災害により営業休止。
- 2019年（平成31年）4月4日：三次駅 - 中三田駅間で暫定的に運転再開[4]。
- 2021年（令和3年）2月上旬：駅舎解体[5]。

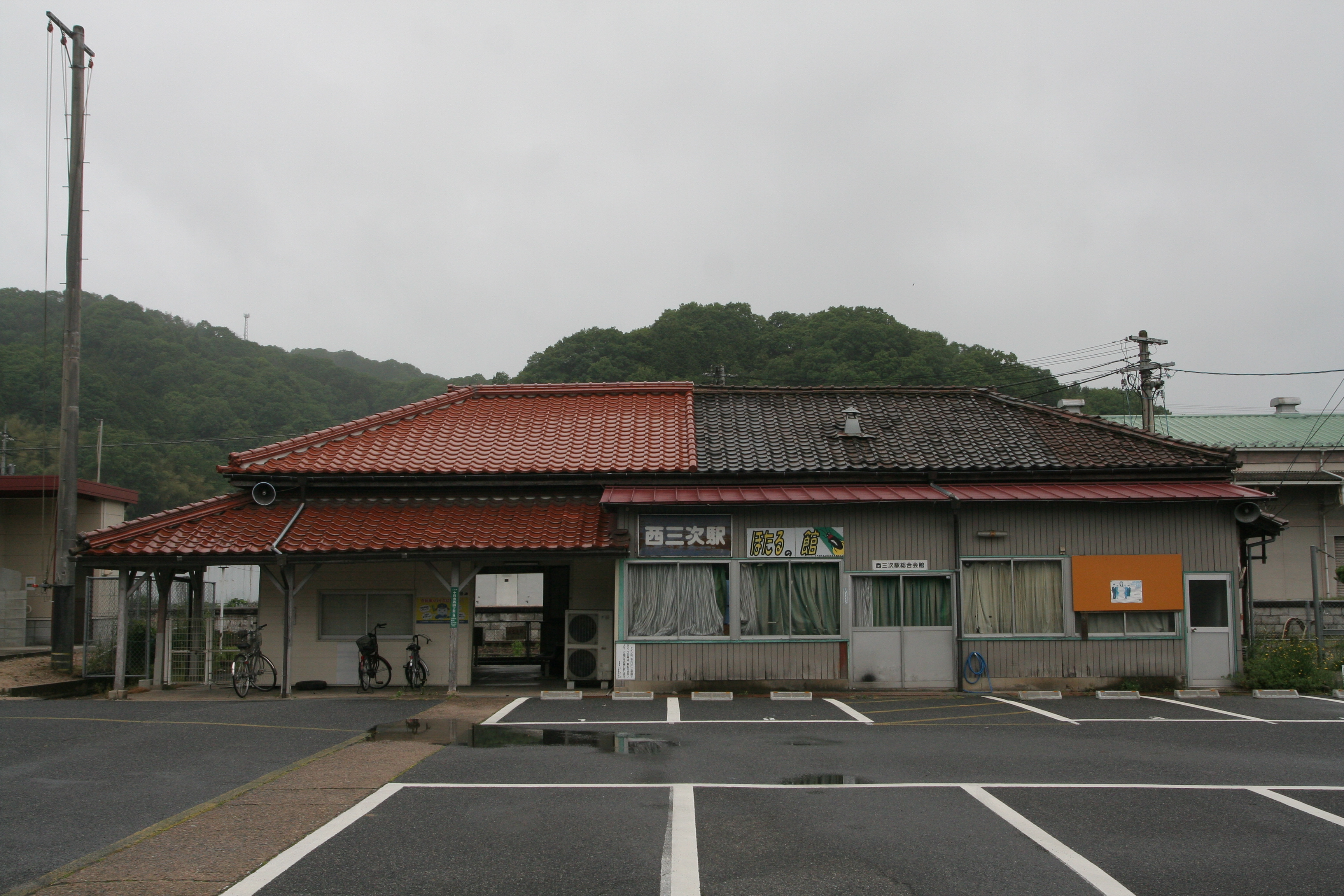
旧駅舎（2010年5月）

## 駅構造
島式ホーム1面2線をもち列車同士の行き違いが出来る地上駅。かつては貨物ヤードが併設され、広島県経済農業協同組合連合会、日本石油への側線も敷設されていた。隣接して飼料基地もあり、そこからの貨物も扱っていた。貨物取扱廃止後は側線群は大部分が撤去され更地となった、構内には1線の側線と電光式の入換標識が残っている。線路東側にある駅舎は1915年の芸備鉄道開業時に建てられたもので、木造瓦葺で回廊もあるが荒れてしまっている。2021年2月上旬頃に駅舎は解体され、ベンチと集札箱が設置されている。駅舎解体前までは地元住民の集会所やイベント広場として利用されていた。ホームへはそこから三次駅寄りへの通路を経由した先の構内踏切で連絡している。
かつては簡易委託駅であったが無人駅となっており、自動券売機等の設備や便所は設置されていない。管理は三次鉄道部が行っている。

### のりば
| のりば | 路線   | 方向 | 行先               |
| ------ | ------ | ---- | ------------------ |
| 3      | 芸備線 | 上り | 三次・備後庄原方面 |
| 4      | 芸備線 | 下り | 志和口・広島方面   |

- 2016年3月現在、ホームの待合所にのりば番号のプレートが設置されているが、1・2番線は欠番扱いとなっている。なお、入口側のホームが4番のりばである。

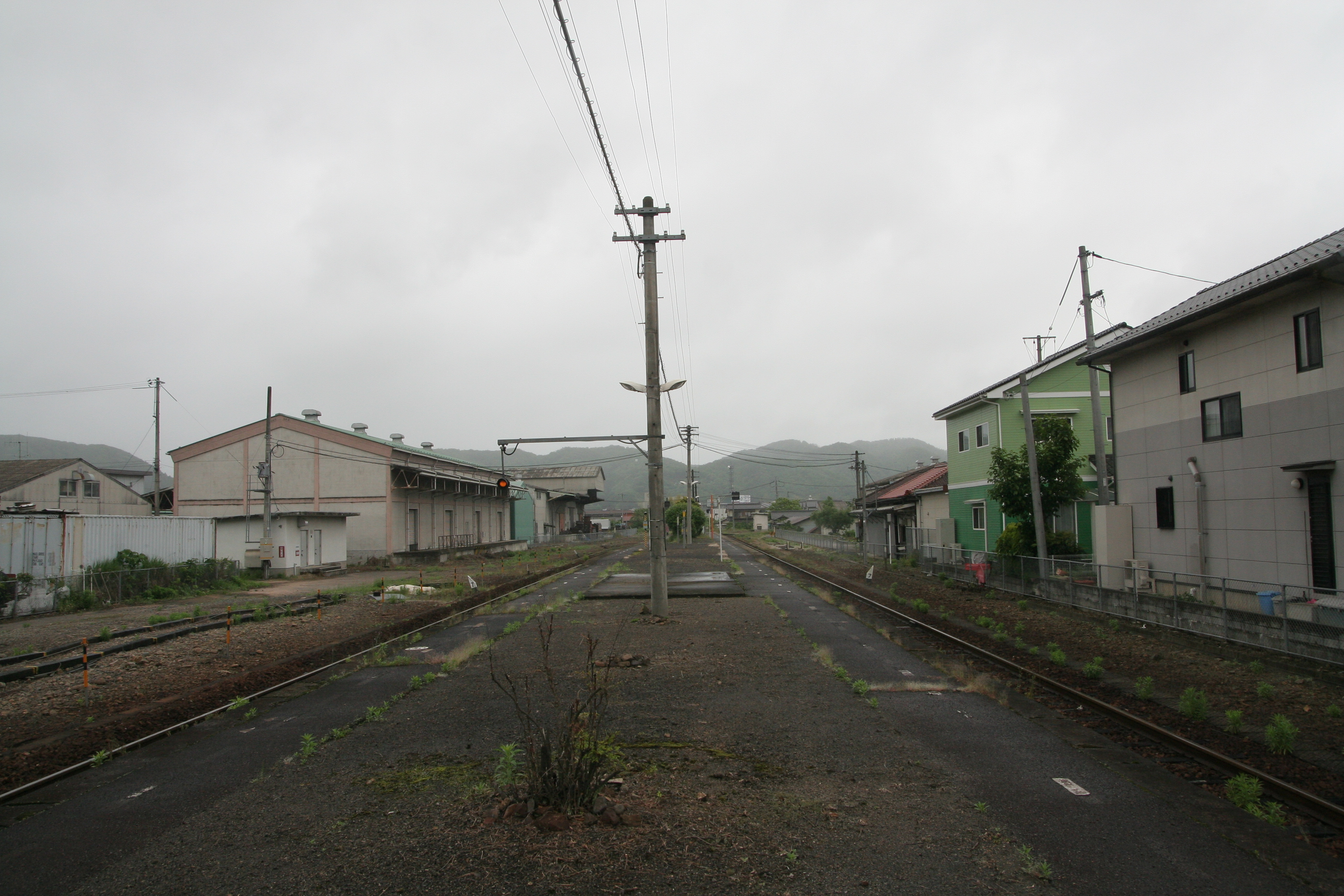
ホーム（2010年5月）

## 利用状況
1日平均の乗車人員は以下の通り。
| 年度                | 1日平均 乗車人員 | 出典   |
| ------------------- | ---------------- | ------ |
| 2002年（平成14年）  | 17               | [ 7 ]  |
| 2003年（平成15年）  |                  |        |
| 2004年（平成16年）  |                  |        |
| 2005年（平成17年）  |                  |        |
| 2006年（平成18年）  |                  |        |
| 2007年（平成19年）  |                  |        |
| 2008年（平成20年）  |                  |        |
| 2009年（平成21年）  |                  |        |
| 2010年（平成22年）  |                  |        |
| 2011年（平成23年）  | 13               | [ 8 ]  |
| 2012年（平成24年）  | 11               | [ 8 ]  |
| 2013年（平成25年）  | 8                | [ 8 ]  |
| 2014年（平成26年）  | 8                | [ 8 ]  |
| 2015年（平成27年）  | 6                | [ 8 ]  |
| 2016年（平成28年）  | 5                | [ 8 ]  |
| 2017年（平成29年）  | 6                | [ 8 ]  |
| 2018年（平成30年）  | 4                | [ 8 ]  |
| 2019年（令和 元年） | 3                | [ 8 ]  |
| 2020年（令和02年）  | 2                | [ 9 ]  |
| 2021年（令和03年）  | 4                | [ 10 ] |

## 駅周辺
- 国土交通省三次河川国道事務所
- 三次市立粟屋小学校
- 高谷山
- 三次カントリークラブ - ゴルフ場
- 岩脇古墳 - 古墳
- 国道54号
- 国道183号

## 隣の駅
西日本旅客鉄道（JR西日本）
 芸備線
■快速「みよしライナー」
通過
■普通
三次駅 - 西三次駅 - 志和地駅
当駅と志和地駅との間には、芸備鉄道開通の翌年1916年（大正5年）に粟屋停留場が設置されたが、1922年（大正11年）には廃止された。その後、1931年（昭和6年）にはガソリンカー専用の青河駅が設置されたが、戦時下の燃料統制によるガソリンカーの廃止により1941年（昭和16年）に休止された。